# Simple As That/Over The Rainbow
「Simple As That／Over The Rainbow」（シンプル・アズ・ザット／オーバー・ザ・レインボウ）は、melody.の2枚目のシングル。

## 概要
- 初の両A面シングルで、2曲共にタイアップがついた。
- 「Simple As That」は夏を意識したダンスナンバーで、「Over The Rainbow」はミュージカル「オズの魔法使い」の「Over The Rainbow」をハウス調にアレンジでカバー[1]。

## 収録曲
1. Simple As That
  - 作詞：melody.、中川麻衣子／作曲：原一博／編曲：河野圭
2. Over The Rainbow
  - 作詞：E.Y. Harburg／作曲：Harold Arlen／編曲：河野圭
3. Simple As That -BL Remix-
  - リミキサー：BL

## タイアップ
Simple As That
- テレビ東京系「JAPAN COUNTDOWN」6月度オープニングテーマ
- テレビ新広島「ひろしま満点ママ!!」2004年度テーマソング

Over The Rainbow
- 三菱自動車工業「COLT」CMソング